# 日本航空上海空港オーバーラン事故
日本航空上海空港オーバーラン事故は、1982年9月17日に発生した航空事故である。上海虹橋国際空港から成田国際空港へ向かっていた日本航空792便（ダグラス DC-8-61）が離陸直後に油圧系統の異常に見舞われ空港へ引き返した。着陸時に同機は滑走路をオーバーランし、乗員乗客124人中39人が負傷した。

## 飛行の詳細
事故機のダグラス DC-8-61（JA8048）は1971年に製造された機体だった。同年3月に日本航空が購入し、1982年7月にオリエンタル・リース社に売却、その後再びオリエンタル・リース社が日本航空へリースしていた。事故機は6月にオーバーホールを受けており、直近では事故の13日前に整備点検が行われていた。
792便の機長は57歳の男性で、総飛行時間は14,862時間だった。機長は日本航空350便墜落事故で更迭された前任者に代わりDC-8の運航乗員部長へ就任したばかりで、首相の搭乗する特別機を操縦した経験もあるベテランだった。副操縦士は34歳の男性で、航空機関士は28歳の男性だった。
乗客113人中104人は日本人で、日中旅行社によって企画された友好旅行に参加していた観光客も含まれていた。

## 事故の経緯
792便は上海虹橋国際空港から成田国際空港へ向かう国際定期旅客便だった。予定では上海をCST14時に離陸し、東京にはCST16時55分に到着する予定だった。
13時57分、792便は上海虹橋国際空港を離陸した。約10分後、左旋回を行いながら上昇していた際にエアボトルが破裂し、爆発音が生じた。エアボトルの破裂により油圧系統を含む15本のパイプが破断し、ブレーキやフラップが使用不能となった。そのため、油圧計と油量計の両方の数値がゼロまで低下した。機長は予備の油圧系統に切り替え、空港への引き返しを開始した。しかし予備の油圧系統も損傷を受けていたためフラップが作動せず、機長はフラップ無しでの着陸を行うと管制官に伝えた。一方、機長は客室乗務員へ緊急着陸を行うという報告をしておらず、軽微な問題により引き返すが支障は無いと説明していた。
14時30分頃、792便は180ノット (330 km/h)で滑走路36へ着陸した。着陸後、機長はブレーキを掛けたが油圧系統の破損により、通常のブレーキだけでなく緊急ブレーキも使用不能となっていた。そのため機体は滑走路を150mほどオーバーランし、土手に衝突した。右主翼が脱落し、一時的に火災も発生した。客室乗務員によれば機内には白煙のような物が充満しており、機体中央部ではパニックが生じていた。コックピットからの脱出指示がなされる前に客室乗務員は避難誘導を開始した。事故によってコックピットクルーや客室乗務員1人など7人が重傷を負った。機長は腰椎を骨折したため歩行困難となり、副操縦士も胸椎を骨折した。
乗客らは臨時便に搭乗し、18日13時30分に成田へ到着した。

## 事故調査
中国民用航空局と運輸省の航空・鉄道事故調査委員会が中心となって事故調査を行った。事故翌日に調査委員会は現地入りしたが燃料漏れによる火災の危険性があるとして、中国の航空局側も含め関係者すらも立ち入れず、調査を行うことが出来なかった。そのため事故の2日後から本格的な調査が開始され、コックピットボイスレコーダーとフライトデータレコーダーが同日中に回収された。手荷物の状態から、爆発物による爆破事件の可能性は否定された。事故発生当初は油圧系統そのものが突発的に故障し、事故が発生したと考えられた。事故機は成田で主整備を受け、上海でも短時間の整備を受けていたが、油圧パイプの確認は行われていなかった。また、重職にあった機長に心理的な負担がかかりミスを犯したのではないかとの憶測がなされた。
聞き取り調査から、機長は油圧装置の一部は機能しており、緊急ブレーキが使用できると考えていたことが分かった。また機長は油圧装置が機能している内に着陸しようと考え、燃料投棄を行わずに着陸を行った。副操縦士は予備用の蓄圧器が正常な数値を示していたにもかかわらず、ブレーキが作動しなかったと証言した。その他、副操縦士はエアボトルの圧力表示がゼロになっていることに気づいていたが、機長に伝えていなかったことが分かった。この件について中国側の調査団は問題があるとした一方で、多くの専門家はこの事故以前にエアボトルが破裂した事例は無く、異常を早期に発見するのは難しいだろうと話した。
12月6日、調査委員会は緊急ブレーキ用のクロムモリブデン鋼製のエアボトルに腐食が生じ、亀裂が入ったことによってボトルが破裂、付近の油圧系統を破損させたことが事故の原因であると発表した。亀裂は6カ所に見られ、2.3mmの厚さの部分に最大1.9mmの亀裂が生じていた。この亀裂は製造不良が根本的な原因であると推測されている。
報告書ではX線検査を行っていれば亀裂は発見できた可能性が高かったが、同機の整備マニュアルではX線検査の実施までは規定していなかった事が指摘された。一方で、機長のミスについては触れられることはなく、パイロットエラーがあったかどうかは明らかにされなかった。

## 事故後
当時、日本航空は事故やインシデントを続発させており、直近7ヶ月で4件目の事故・インシデントとなった。事故の翌日、運輸省は日本航空に対してDC-8全機を点検するよう指示した。さらに21日、運輸省は日本航空に対しての立ち入り検査を実施し、エアボトルに対するX線検査を行うよう求めた。日本航空は18日から子会社の日本アジア航空の機材を含む24機に対する点検を行い、30日に事故に繋がるような問題箇所は見つからなかったと報告した。
1983年1月24日、航空・鉄道事故調査委員会は日本航空350便墜落事故、南西航空石垣空港オーバーラン事故と本事故を受けて「緊急時における航空機搭乗者の脱出及び救難等に関する建議」を行った。この建議では乗客に対して緊急時に守るべき事項について広く知ってもらうための方法の検討などが行われた。

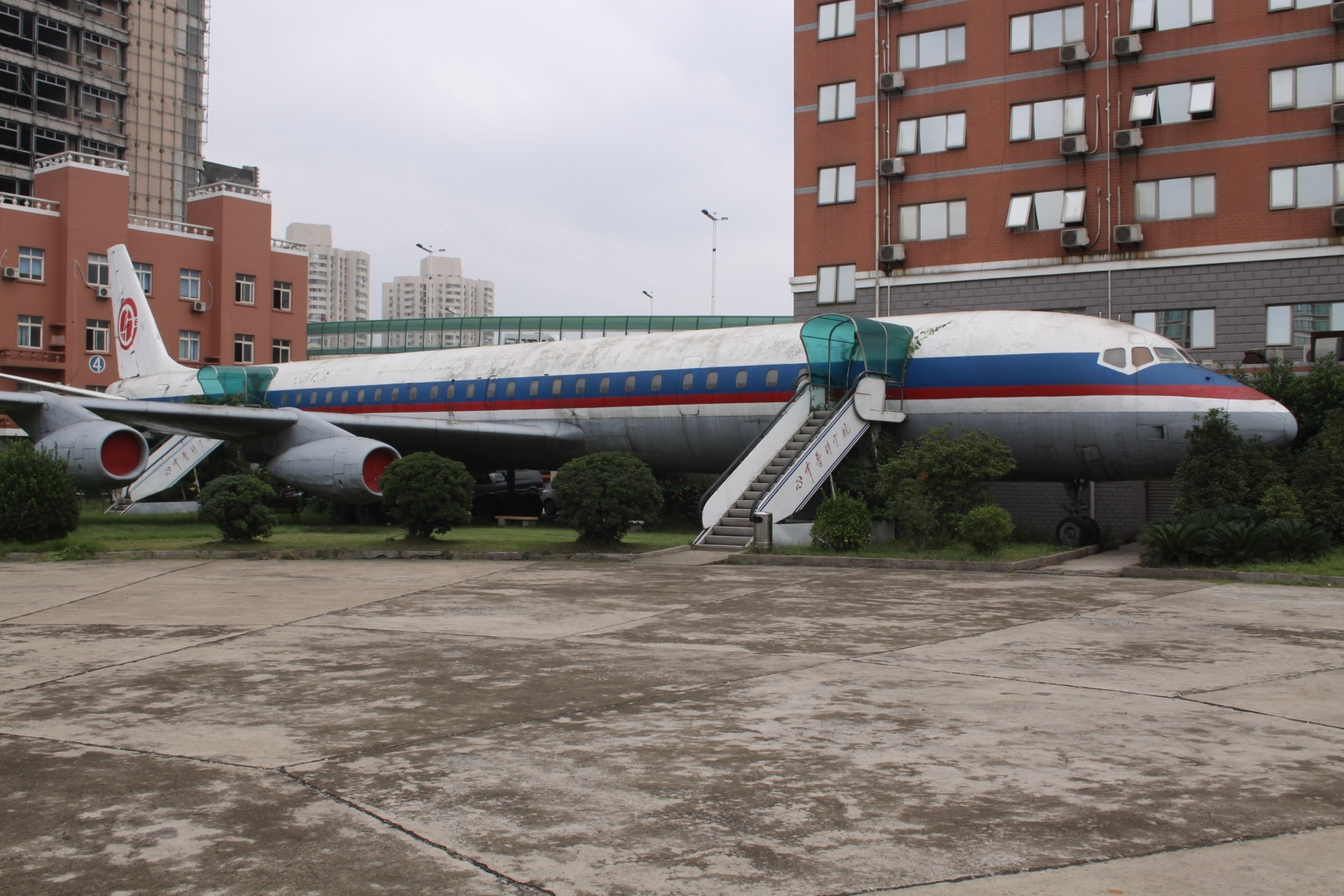
上海航空宇宙センターに展示される事故機

事故機は1986年に上海航空宇宙センターに移設され、屋外で展示されている。
2023年現在792便は上海線では使用されておらず、関西空港とホノルルを結ぶ路線で使用されている。